# Thistle (Utah)
Thistle je zaniklá vesnice v okrese Utah County v Utahu ve Spojených státech amerických, ležící v nadmořské výšce 1 537 m n. m. přibližně 105 kilometrů jihovýchodně od Salt Lake City. Vesnice byla založena roku 1878 a zanikla v roce 1983.